# Rye (jezioro)
Jezioro Rye – jezioro w stanie Nowy Jork, w hrabstwie Westchester. Jezioro jest połączone z zbiornikiem retencyjnym Kensico Reservoir, oddziela go od niego wyspa Great Island. Jest również położone niedaleko lotniska Westchester County Airport. Powierzchnia jeziora wynosi 920 akrów (3,7 km2), natomiast lustro wody położone jest 108 m n.p.m. 